# Miguel Ángel Mayé
Miguel Ángel Mayé Ngomo (Ebebiyín, 8 de diciembre de 1990) es un futbolista ecuatoguineano que juega en la demarcación de defensa para el FC 15 de Agosto de la Primera División de Guinea Ecuatorial.

## Selección nacional
Debutó con la selección de fútbol de Guinea Ecuatorial bajo las órdenes del seleccionador Esteban Becker en un partido amistoso contra Cabo Verde, finalizado con un resultado de empate a uno. Además fue elegido para formar parte del combniado que representaría al país en la Copa Africana de Naciones 2015, donde jugó el partido del tercer y cuarto puesto contra la República Democrática del Congo.

## Clubes
| Club                      | País              | Año       |
| ------------------------- | ----------------- | --------- |
| Deportivo Mongomo         | Guinea Ecuatorial | 2012      |
| Akonagui F. C.            | Guinea Ecuatorial | 2013-2014 |
| Leones Vegetarianos C. F. | Guinea Ecuatorial | 2015      |
| Extremadura U. D.         | España            | 2016      |
| Leones Vegetarianos C. F. | Guinea Ecuatorial | 2017-2018 |
| Futuro Kings FC           | Guinea Ecuatorial | 2019-2023 |
| Fundación Bata            | Guinea Ecuatorial | 2023-2024 |
| FC 15 de Agosto           | Guinea Ecuatorial | 2024-     |